# 觜宿三
觜宿三 （獵戶座ψ2）是在獵戶座的一顆恆星，它與在天球上鄰近的觜宿一（獵戶座λ）和觜宿二（獵戶座ψ1）組成一個三角形。它的視星等是裸眼可見的4.081等。根據27.76mas的年週視差 ，它距離太陽約117光年。

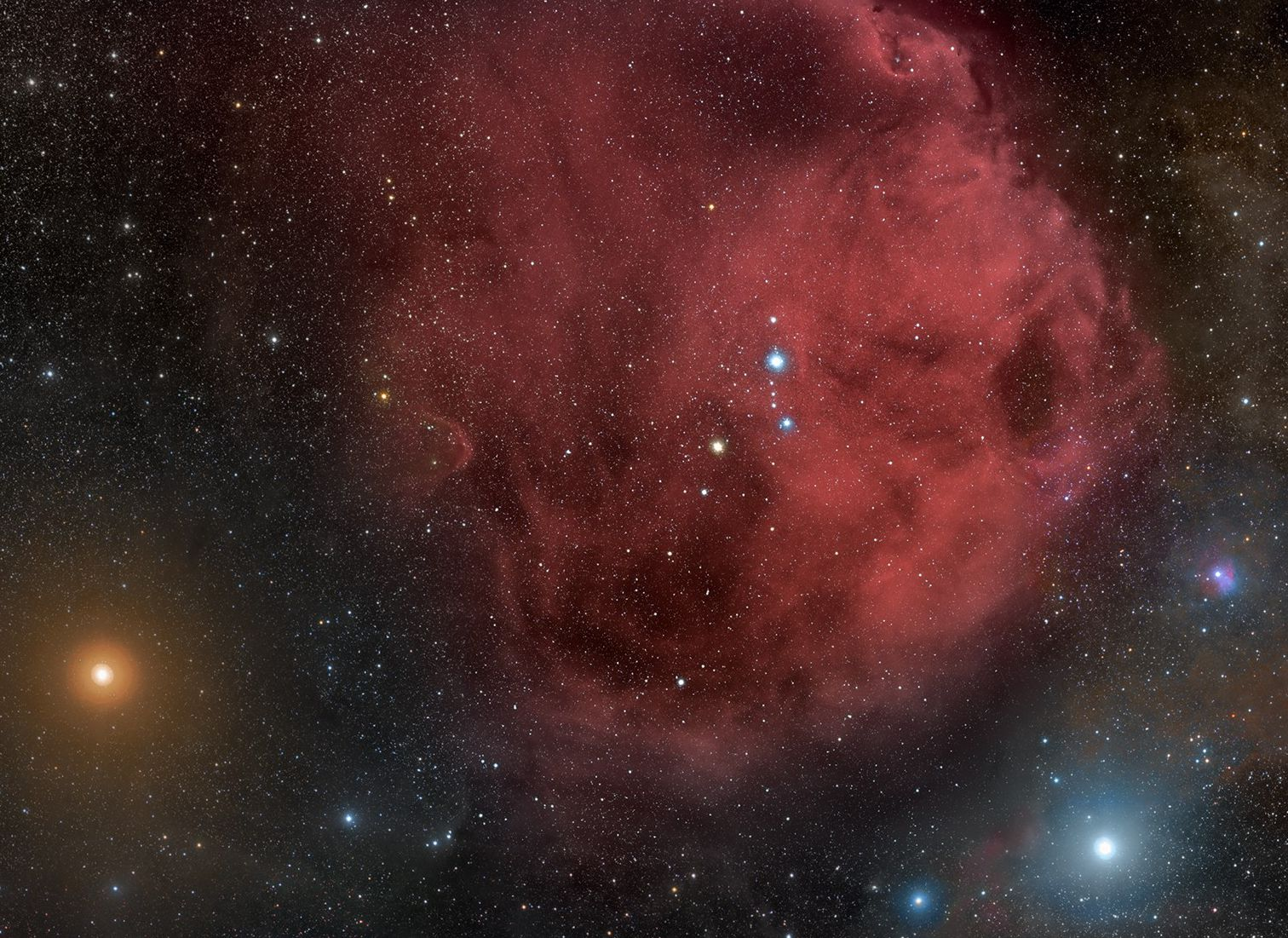
位於星雲內的黃色觜宿三在觜宿二的東方，觜宿一的東南方。

這是一顆G-型巨星或次巨星，所以它的光譜類型為G8III-IV，年齡為69億年，已經遠離主序帶。它的質量是1.07太陽質量，半徑是7.72太陽半徑。在4,856K的有效溫度下，外層大氣的光度是31.6倍太陽光度。